# 弗洛雷斯島 (亞速群島)

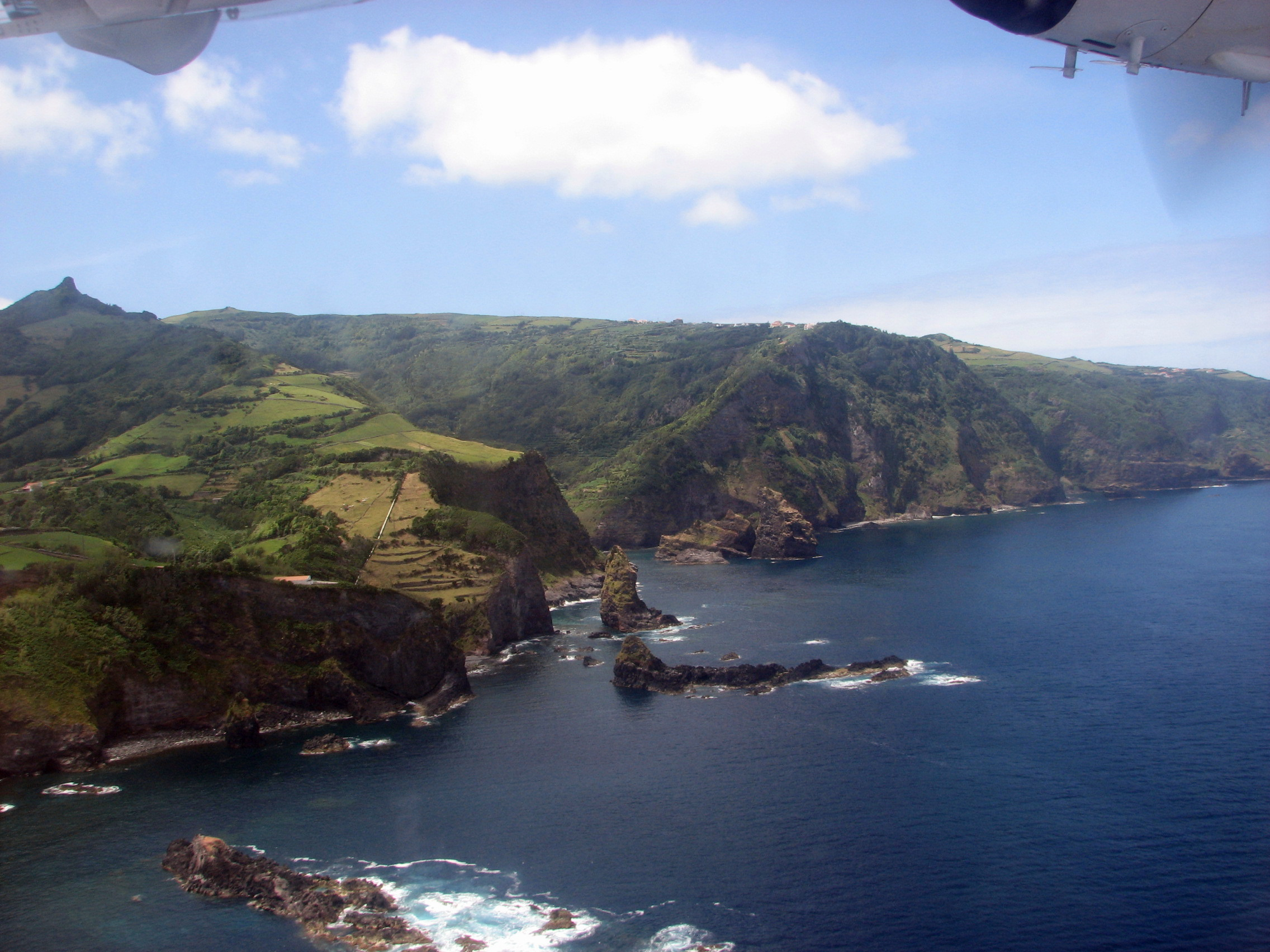

弗洛雷斯島（葡萄牙語：Ilha das Flores，葡萄牙語發音：[ˈfloɾɨʃ]），或称弗洛里什島，是葡萄牙的火山島，位於大西洋海域，屬於亞速群島的一部分，長17公里、寬12公里，面積143.1平方公里，最高點海拔高度914米，2003年人口3,907。

## 外部連結
- Flores on Destinazores.com
- （英文） The Azores Islands, Site with abundant information about Portuguese Azores Islands （页面存档备份，存于）